# Штаркман Наум Львович
Наум Львович Штаркман (28 вересня 1927 — 20 липня 2006) — радянський піаніст і педагог, заслужений артист РСФСР, Народний артист Росії.

## Біографія
Народився у Житомирі. Закінчив Московську консерваторію імені П. І. Чайковського по класу Костянтина Ігумнова (1949; Ігумнов помер у 1948 р., але Штаркман відмовився закінчувати навчання в іншого педагога і готувався до випуску без формального наставника, неофіційно консультуючись із Святославом Ріхтером)
У 1950-і рр.. брав участь у різних міжнародних конкурсах, ставши, зокрема, першим переможцем Міжнародного конкурсу піаністів імені Віани да Мотта (Лісабон, 1957) і отримавши третю премію Першого Міжнародного конкурсу імені Чайковського (1958). Проте незабаром після цього Штаркман був заарештований і засуджений за статті 121 КК РРФСР (гомосексуальність). Це зруйнувало його концертну кар'єру: довгі роки виступу Штаркман допускалися тільки в провінціях або у другорядних залах. Лише 1987 р. Штаркман отримав посаду професора Московської консерваторії. Після цього він знову почав виступати в багатьох країнах світу.
З 1993 року Штаркман був головою журі Міжнародного конкурсу піаністів імені Ігумнова, який проводиться в Липецьку. Штаркман широко визнаний як інтерпретатор романтичного і постромантичного репертуру — творів Шумана, Шопена, Ліста, Чайковського та Рахманінова.